# Бюлов, Отто фон (дипломат)
Ганс Отто Теодор фон Бюлов (нем. Hans Otto Theodor von Bülow; 28 декабря 1827, Франкфурт-на-Майне — 22 ноября 1901, Рим) — немецкий дипломат.

## Биография
Происходил из старинного дворянского рода Бюловых. Он был старшим сыном гехаймрата Фридриха Карла фон Бюлова (1789–1853) и его второй жены Полины, урожденной фон Карловиц. Его братья: Эрнст Фридрих Альберт 1829—1892) — прусский генерал-майор, Карл Адольф Леопольд (1837—1907) — генерал от кавалерии.

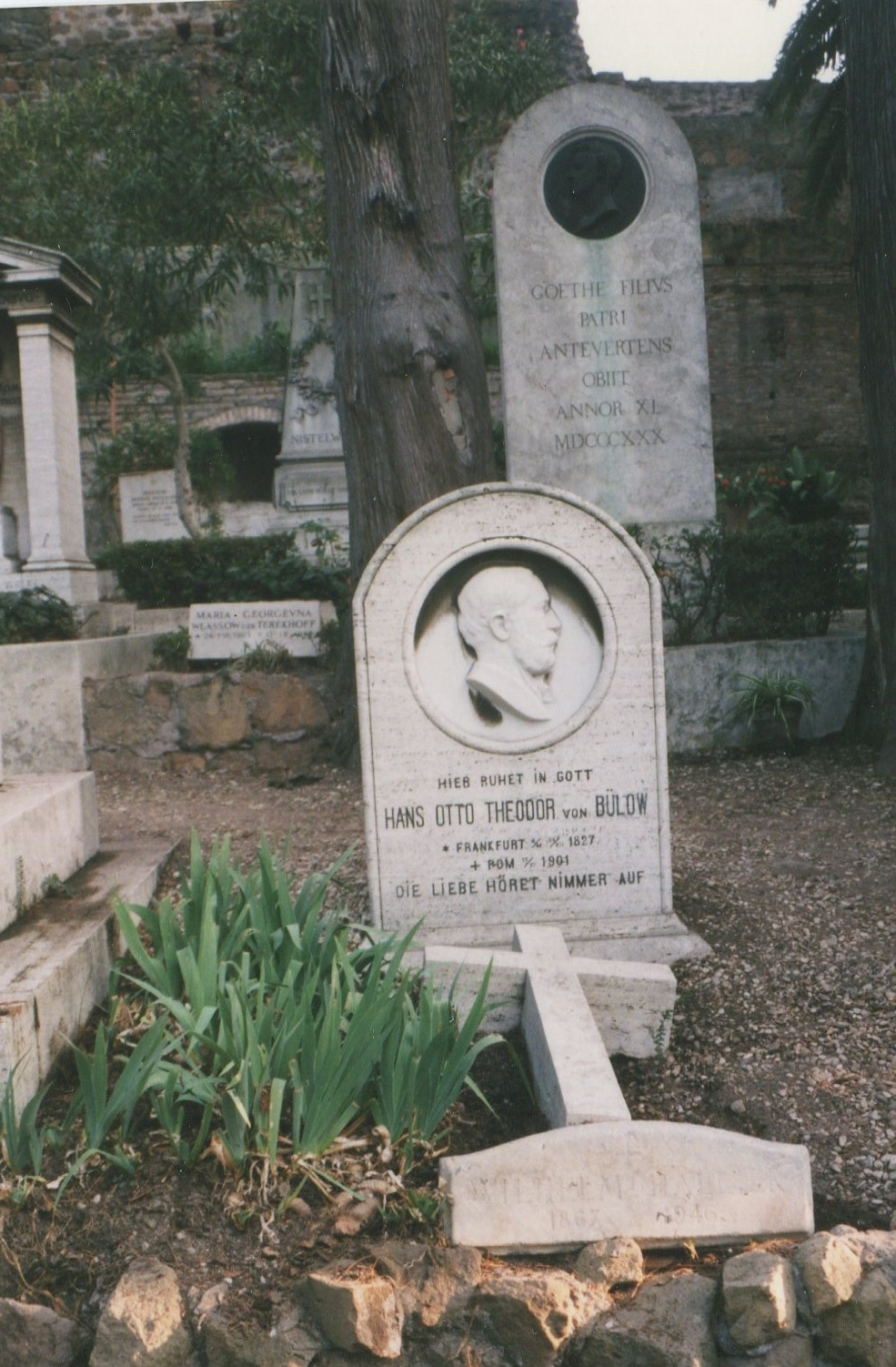
Могила Отто фон Бюлова

Отто фон Бюлов обучался в Гейдельбергском, Берлинском и Галльском университетах.
По окончании учёбы был принят на дипломатическую службу в Пруссии. В 1881—1882 годах был послом Пруссии при Вюртембергском дворе в Штутгарте. В 1882 году перешёл на дипломатическую службу Германской империи и в 1882—1892 годах был послом Германии в Берне.
В 1892—1898 годах возглавлял посольство Германии при Святом Престоле.
Умер в Риме 22 ноября 1901 года. Похоронен на некатолическом кладбище в Риме недалеко от могилы сына Гёте Августа.

## Семья
Был дважды женат. Первый раз женился 3 августа 1858 года в Берлине на Мари Мейер (27.11.1828—24.12.1861). У них родился сын Эрнст Отто Вильгельм Фридрих Николаус Альберт (27.09.1859—27.09.1915), судья в Александрии в Смешанном суде.
После смерти первой жены он женился 4 октября 1865 года на Марфе Флоровне Доливо-Добровольской (1827—1891), дочери Ф. О. Доливо-Добровольского, вдове Евгения фон Шеле, скончавшегося 19 августа 1861 года. У них 30 июня 1866 года родилась дочь Мария Паулина Виктория, которая в 1898 году вышла замуж за Рудольфа фон Скала, ставшего затем профессора Грацского университета.